# Ronde van Spanje 1969
De 24e editie van de Ronde van Spanje ging op 23 april 1969 van start in Badajoz, in het westen van Spanje. Na 2921 kilometer en 18 etappes werd op 11 mei in Bilbao gefinisht. De ronde werd gewonnen door de Fransman Roger Pingeon.

## Eindklassement
Roger Pingeon werd winnaar van het eindklassement van de Ronde van Spanje van 1969 met een voorsprong van 1 minuut en 54 seconden op Luis Ocaña. In de top tien eindigden vijf Spanjaarden. De beste Nederlander was Rini Wagtmans met een derde plek in het algemeen klassement. 
| rang | renner              | land                | ploeg      | tijd       |
| ---- | ------------------- | ------------------- | ---------- | ---------- |
| 1    | Roger Pingeon       | Frankrijk           | Peugeot    | 73u 18'45" |
| 2    | Luis Ocaña          | Spanje              | Fagor      | + 1'54"    |
| 3    | Rini Wagtmans       | Nederland           | Willem II  | + 5'10"    |
| 4    | José Manuel Lasa    | Spanje              | Pepsi Cola | + 5'10"    |
| 5    | Michael Wright      | Verenigd Koninkrijk | Bic        | + 5'27"    |
| 6    | Rolf Wolfshohl      | Duitsland           | Bic        | + 6'11"    |
| 7    | Gilbert Bellone     | Frankrijk           | Bic        | + 6'47"    |
| 8    | Gregorio San Miguel | Spanje              | KAS-Kaskol | + 7'05"    |
| 9    | Carlos Echeverría   | Spanje              | KAS-Kaskol | + 7'35"    |
| 10   | Eusebio Vélez       | Spanje              | Fagor      | + 7'51"    |

## Etappe-overzicht
| Etappe | Van - naar                        | Km        | Etappewinnaar               | Klassementsleider |
| ------ | --------------------------------- | --------- | --------------------------- | ----------------- |
| 1a     | Badajoz                           | 6,5 (ITT) | Luis Ocaña                  | Luis Ocaña        |
| 1b     | Badajoz                           | 246       | Michael Wright              | Michael Wright    |
| 2      | Badajoz - Cáceres                 | 135       | Felice Salina               | Michael Wright    |
| 3      | Cáceres - Talavera de la Reina    | 190       | Luigi Sgarbozza             | Luigi Sgarbozza   |
| 4      | Talavera de la Reina - Madrid     | 124       | Domingo Perurena            | Luigi Sgarbozza   |
| 5      | Madrid - Alcázar de San Juan      | 162       | Raymond Steegmans           | Luigi Sgarbozza   |
| 6      | Alcázar de San Juan - Almansa     | 231       | Edward Sels                 | Raymond Steegmans |
| 7      | Almansa - Nules                   | 233       | Ramón Sáez                  | Raymond Steegmans |
| 8      | Nules - Benicasim                 | 199       | Ramón Sáez                  | Raymond Steegmans |
| 9      | Benicasim - Reus                  | 169       | José Manuel López Rodríguez | Ramón Sáez        |
| 10     | Reus - Barcelona                  | 146       | Manuel Martín Piñera        | Ramón Sáez        |
| 11     | Barcelona - Sant Feliu de Guíxols | 118       | Nemesio Jiménez             | Ramón Sáez        |
| 12     | Sant Feliu de Guíxols - Moià      | 151       | Roger Pingeon               | Roger Pingeon     |
| 13     | Moià - Barbastro                  | 229       | Michael Wright              | Roger Pingeon     |
| 14a    | Barbastro - Zaragoza              | 125       | Raymond Steegmans           | Roger Pingeon     |
| 14b    | Zaragoza                          | 4 (ITT)   | Roger Pingeon               | Roger Pingeon     |
| 15     | Zaragoza - Pamplona               | 176       | Mariano Díaz Díaz           | Roger Pingeon     |
| 16     | Irún - San Sebastián              | 25 (ITT)  | Luis Ocaña                  | Roger Pingeon     |
| 17     | San Sebastián - Vitoria           | 129       | Gregorio San Miguel         | Roger Pingeon     |
| 18a    | Vitoria - Llodio                  | 76        | Ercole Gualazzini           | Roger Pingeon     |
| 18b    | Llodio - Bilbao                   | 29 (ITT)  | Luis Ocaña                  | Roger Pingeon     |